# .cl
.cl е интернет домейн от първо ниво за Чили. Администрира се от университета на Чили. Регистрацията на домейни от второ ниво е отворена за всеки, обаче чуждите регистриращи се трябва да представят домашен контакт с RUT, чилийски национален идентификационен номер.